# Hejőszalonta
Hejőszalonta é um município da Hungria, situado no condado de Borsod-Abaúj-Zemplén. Tem 10,97 km² de área e sua população em 2015 foi estimada em 830 habitantes.